# 开国领袖毛泽东
《开国领袖毛泽东》，1999年拍摄并且同年上映的电视剧，讲述中华人民共和国建国初期的史实。导演杨光远、王冀邢，主演唐国强、刘劲、孙飞虎、徐光明、郭连文、王伍福。该剧改编自王朝柱作品《开国领袖毛泽东》。

## 剧情
1949年，中国共产党召开了“中国共产党第七届中央委员会第二次全体会议”，不久之后，中国国民党领导的国民政府在中国大陆政权被中国共产党取得，同年10月1日，中华人民共和国建立，中华人民共和国建国初期，经过了一系列的挫折和弯路，直到邓小平改革开放。

## 主演

### 中国共产党
| 演员   | 角色   | 备注 |
| 唐国强 | 毛泽东 |      |
| 刘劲   | 周恩来 |      |
| 郭连文 | 刘少奇 |      |
| 王伍福 | 朱德   |      |
| 王健   | 任弼时 |      |
| 丁笑宜 | 彭德怀 |      |
| 许毛毛 | 聂荣臻 |      |
| 谷伟   | 陈毅   |      |
| 谢钢   | 陈云   |      |
| 田甬   | 林彪   |      |
| 史鑫   | 邓小平 |      |
| 车晓彤 | 刘伯承 |      |
| 高长利 | 贺龙   |      |
| 张卫国 | 王稼祥 |      |

### 中国国民党
| 演员   | 角色   | 备注 |
| 孙飞虎 | 蒋中正 |      |
| 顾永菲 | 宋美龄 |      |
| 徐光明 | 蒋经国 |      |
| 邵宏来 | 李宗仁 |      |
| 许正庭 | 张治中 |      |
| 崔可法 | 毛人凤 |      |
| 田景山 | 白崇禧 |      |
| 李树生 | 程思远 |      |
| 姚居德 | 汤恩伯 |      |

## 制作
该剧是中华人民共和国建国50周年的献礼剧。
该剧1999年2月底在北京市开始拍摄，在北京市、哈尔滨市、天津市、上海市、宁波市、莫斯科、圣彼得堡等地取景。
出演毛泽东的唐国强因为不会讲湖南话而引发争议。